# Маріта Конлон-Маккенна
Маріта Конлон-Маккенна (англ. Marita Conlon-McKenna; нар. 5 листопада 1956) — ірландська письменниця дитячих та дорослих книжок. Авторка історичної дитячої книжки про часи Голоду «Під глодом», першої книжки трилогії «Діти Голоду», яка вийшла 1990 року та мала миттєвий успіх. Книжку «Під глодом», яку хвалять за доступне для дітей, але водночас чесне зображення Великого голоду, було перекладено понад десятком мов і її вивчають у школах по всьому світу. Конлон-МакКенна згодом стала плідною письменницею та опублікувала понад 20 книжок що для юних читачів, що для дорослих. Її дебютний роман для дорослих «Магдалина» вийшов 1999 року.

## Життєпис
Народилася у Дубліні та виросла у Ґоутстауні. Навчалася в школі при монастирі Святого Серця в Маунт-Анвіллі. Чудово вчилася в школі, але відмовилася від місця в університеті, щоб піклуватися про батька.
Вийшла заміж за Джеймса МакКенну, коли їй було 20 років і працювала в сімейному бізнесі, в банку та в туристичному агентстві. Зацікавилася письменництвом і записалася на курси письма в Університетський коледж Дубліна, зокрема курси англо-ірландської літератури, жіночих студій та дитячої літератури.
Маючи маленьких дітей, почала писати книжку з картинками для своєї доньки. Вона завдячує доктору Пету Донлону, директору курсу дитячої літератури, заохоченням та підтримкою у публікації робіт. Натхнення для першого дитячого роману «Під глодом» прийшло, коли вона почула радіорепортаж про знахідку безіменної могили під глодом, де було поховано троє дітей з часів Голоду. Роман «Під глодом» мав світовий успіх і лише на ірландському ринку продали наклад понад 250 000 примірників, так він здобув статус класичного дитячого роману.
Конлон-МакКенна й далі писала більше книжок для юних читачів. Її персонажів часто зображено у складних життєвих ситуаціях або подіях. Серед її історичних дитячих книжок — «Безпечна гавань», дія якої відбувається під час Другої світової війни та яка потрапила до короткого списку премії «Книга року» від Bisto, а також дві книжки, що продовжили роман «Під глодом»: «Польова квітка» та «Рідні поля», що завершили трилогію «Діти голоду». Серед інших дитячих книжок — «Синій кінь», яка отримала премію «Книга року Ірландії» від Bisto та очолила список бестселерів 1993 року, «Без прощання» та «Дівчинка, яку звали Блу».
Її дебютний роман для дорослих «Магдалина» став бестселером номер один 1999 року, він розповідає історію молодої вагітної жінки, яку відправили до пральні Магдалини в Ірландії 1950-х років. Зі слів Конлон-МакКенни, вона природно перейшла від дитячої до дорослої літератури, коли вирішила написати оповідання про пральні Магдалини. Ця тема зацікавила її через особисту історію усиновлення.
Конлон-МакКенна провела велике історичне дослідження для свого роману про 1916 рік «Сестри-бунтівниці». Основана на реальних подіях сестер Гіффорд Неллі, Мюріел та Грейс, які брали участь у повстанні 1916 року в Дубліні, книжка «Сестри-бунтівниці» стала бестселером номер один, коли вийшла 2016 року, у сторіччя повстання 1916 року.
2020 року Конлон-МакКенна опублікувала історичний роман «Голодна дорога», дія якого відбувається у Скібберіні, графство Корк, під час Великого голоду. Опублікована через 30 років після роману «Під глодом», книжка «Голодна дорога» була частково натхненна щоденниками доктора Деніела Донована, лікаря диспансеру в робітному будинку Скібберін у 1840-х роках.
У Маріти та її чоловіка Джеймса четверо дітей, і вони мешкають у Стіллорґані в графстві Дублін. Вона є популяризаторкою мистецтв і була головою Ірландського ПЕН-клубу.

## Твори
Серія «Діти голоду»
- «Під глодом» (1990), ілюстрації Дональда Тескі
- «Польова квітка» (1991), ілюстрації Дональда Тескі
- «Рідні поля» (1996), ілюстрації Дональда Тескі

Дитячі романи
- «Синій кінь» (1992), ілюстрації Дональда Тескі
- Безпечна гавань (1995)
- Без прощання (1997)
- У глибокому темному лісі (1999)
- Дівчинка, яку звали Блу (2003)
- З любов'ю, Люсі (2012)

Романи
- Магдалина (1999)
- Обіцяна земля (2000)
- Диво-жінка (2002)
- Кам'яний будинок (2004)
- Крамниця капелюхів на розі (2006)
- Сваха (2008)
- Мати нареченої (2010)
- Смак кохання (2011)
- Три жінки (2012)
- Рожевий сад (2013)
- Сестри-бунтівниці (2016)
- Голодна дорога (2020)

Новели
- Снігова куля (2014)

Книжки з картинками
- «Маленька зірка» (1993), ілюстрації Крістофера Коуді
- «Останній єдиноріг» (1995), ілюстрації Крістофера Коуді
- «Бабуся Макґінті» (1999), ілюстрації Леоні Ширінг

Короткі оповідання
- Хороша дівчинка (2001)

## Нагороди
Під глодом
- Премія Міжнародної асоціації читання (США, 1991)
- Премія Асоціації читання Ірландії (1993)
- Дитяча книжкова премія Франкфуртського книжкового ярмарку (Німеччина, 1993)
- Австрійська премія за дитячу та юнацьку книгу (1994)
- Увійшов до короткого списку  Великої європейської премії міста Пуатьє за дитячі романи (Франція, 1994)[13]

Польова квітка
- Премія «Книга року Бісто» за історичну прозу (1992)

Синій кінь
- Премія «Книга року» від Bisto (1993) [13]

Безпечна гавань
- Увійшов до короткого списку нагороди «Книга року від Bisto» (1995)[14][5]

## Переклади українською
- Конлон-Маккенна, Маріта (2025). Під глодом. Ірландський роман. Переклад: Романюк, Оксана. Астролябія. с. 240. ISBN 978-617-664-280-0.
- Конлон-Маккенна, Маріта (2025). Польова квітка. Ірландський роман. Переклад: Романюк, Оксана. Астролябія. с. 352. ISBN 978-617-664-281-7.
- Конлон-Маккенна, Маріта (2025). Рідні поля. Ірландський роман. Переклад: Романюк, Оксана. Астролябія. с. 320. ISBN 978-617-664-282-4.

## Зовнішні посилання
- Офіційний веб-сайт
- Marita Conlon-McKenna на сайті Бібліотеки Конгресу (записів у каталозі:  17)